# Asher Fisch
Pour les articles homonymes, voir Fisch (homonymie).
Asher Fisch est un chef d'orchestre et pianiste israélien, né en 1958 à Jérusalem.
Il commence sa carrière avec Daniel Barenboim et comme chef d'orchestre associé au Staatsoper Unter den Linden (un des trois opéras de Berlin). Il travaille aux États-Unis à parite de 1995, dirigeant l'œuvre Der Fliegende Holländer à l'Opéra de Los Angeles. Il est chef d'orchestre à l'Opéra populaire de Vienne de 1995 à 2000. Il est aussi directeur musical à l'opéra israélien de 1998 à 2008. L'opéra de Seattle (à Washington) le nomme principal chef invité en octobre 2007.
En 1999, il est chef d'orchestre du WASO (West Australian Symphony Orchestra). En 2002, le WASO annonce qu'Asher Fisch est promu prochain chef d'orchestre principal : la promotion a lieu le 1er janvier 2014, avec un contrat de 3 ans . Celui-ci est prolongé en septembre 2015 (il doit alors terminer en 2019) ,. Fisch a enregistré les symphonies de Brahms avec le WASO. 

## Discographie
- Wagner - Der Ring Des Nibelungen
  - State Opera of South Australia: Melba Recordings - Das Rheingold (MR301089-90), Die Walküre (MR301091-94), Siegfried (MR301095-98), Götterdämmerung (MR301099-102)
  - Seattle Opera: Avie AV2313
- Gordon Getty - The Little Match Girl. Nikolai Schukoff, Lester Lynch, Melody Moore, Asher Fisch, Ulf Schirmer, Münchner Rundfunkorchester, Chor des Bayerischen Rundfunks. PENTATONE PTC 5186480 (2015)